# Naddodd

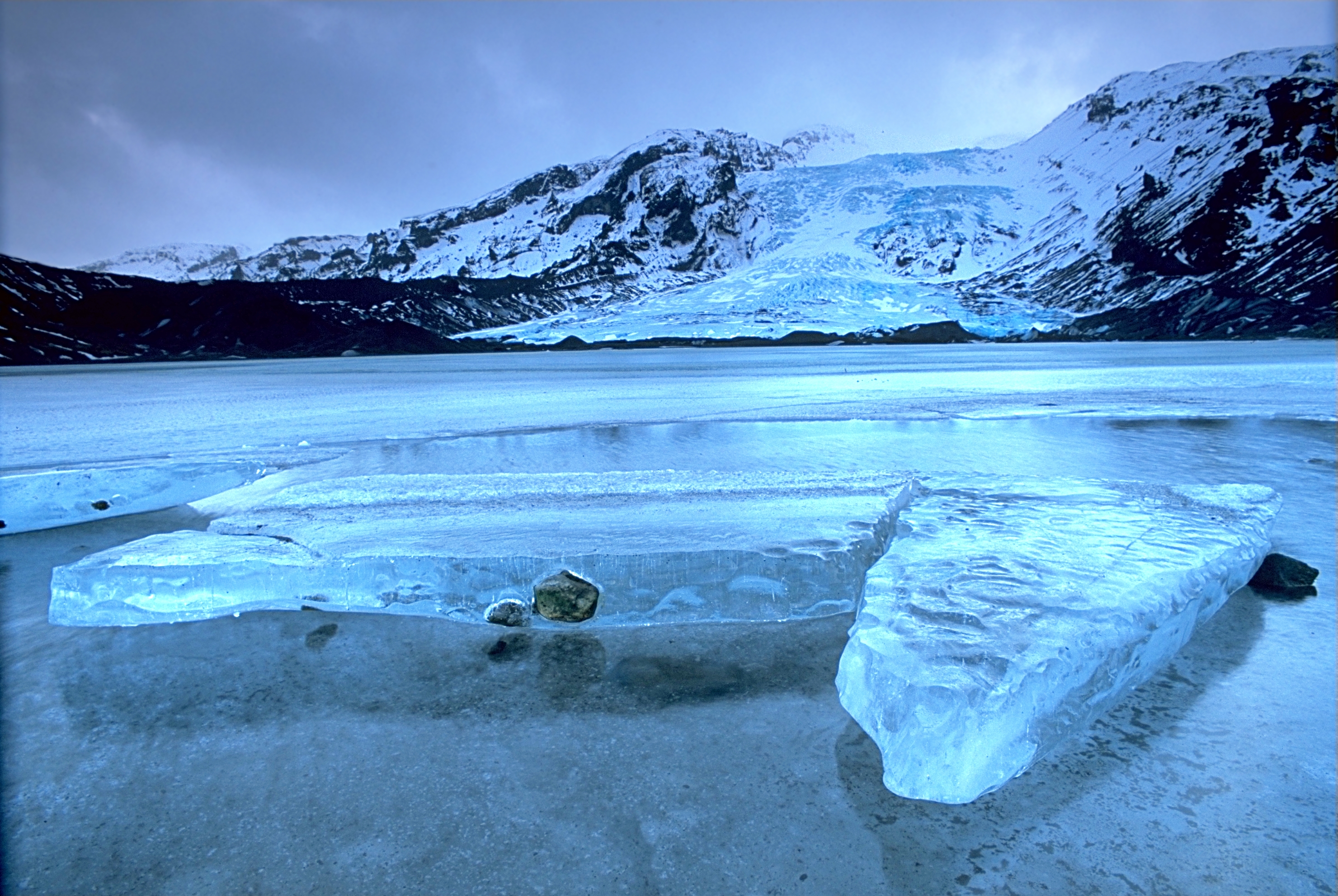
A Terra da Neve de Naddoddur.

Naddodd Ásvaldsson (nórdico antigo: Naddoðr ou Naddaðr, literalmente "salpicado") foi um víquingue feroês a quem é  creditada a descoberta da Islândia. Naddod foi também um dos primeiros colonizadores na Ilhas Faroe após Grímur Kamban se tornar o primeiro a se estabelecer ali em torno de 825. Ele nasceu em Agder, que compreende os dois condados noruegueses de Aust-Agder e Vest-Agder. Provavelmente era o pai de Ann Naddodsdóttir de Xetlândia.
Landnámabók, um manuscrito medieval islandês, descreve em detalhe considerável a colonização da Islândia pelos Nórdicos nos séculos IX e X (em islandês: landnám). De acordo com Landnámabók, a Islândia foi descoberta por Naddod, que estava navegando da Noruega para as Ilhas Faroe, mas se perdeu e ficou à deriva na costa leste da Islândia. Naddod foi de encontro ao litoral de uma terra com uma baía e montanhas próximas onde o que é hoje o povoado de Reyðarfjörður. Embora tivesse escalado uma montanha para procurar por alguma fumaça subindo, vinda de lareiras, ele não viu nenhum sinal de humanos. Naddod decidiu continuar sua jornada até as Ilhas Faroe, mas quando retornou ao seu barco começou a nevar e então denominou a terra de Esnelândia (Snæland; Terra da neve). A ilha mais tarde se tornou conhecida como Islândia (Ísland). (Ver nomes da Islândia).
Era filho do nórdico Asvaldo e irmão de Torir Ásvaldsson,o ancestral de Érico o Vermelho e Leif Eriksson,os descobridores europeus de Groelândia e da América. Teve somente uma filha chamada Ana.

## Outras fontes
- O'Donoghue, Heather Old Norse-Icelandic literature: a short introduction(Published by Wiley-Blackwell, 2004)